# Liefdesbrief

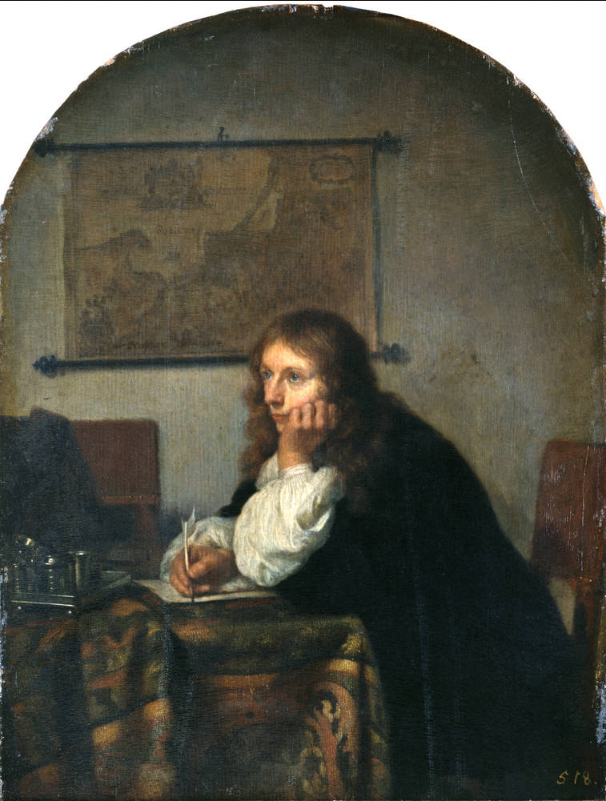
De briefschrijver, geschilderd door Caspar Netscher

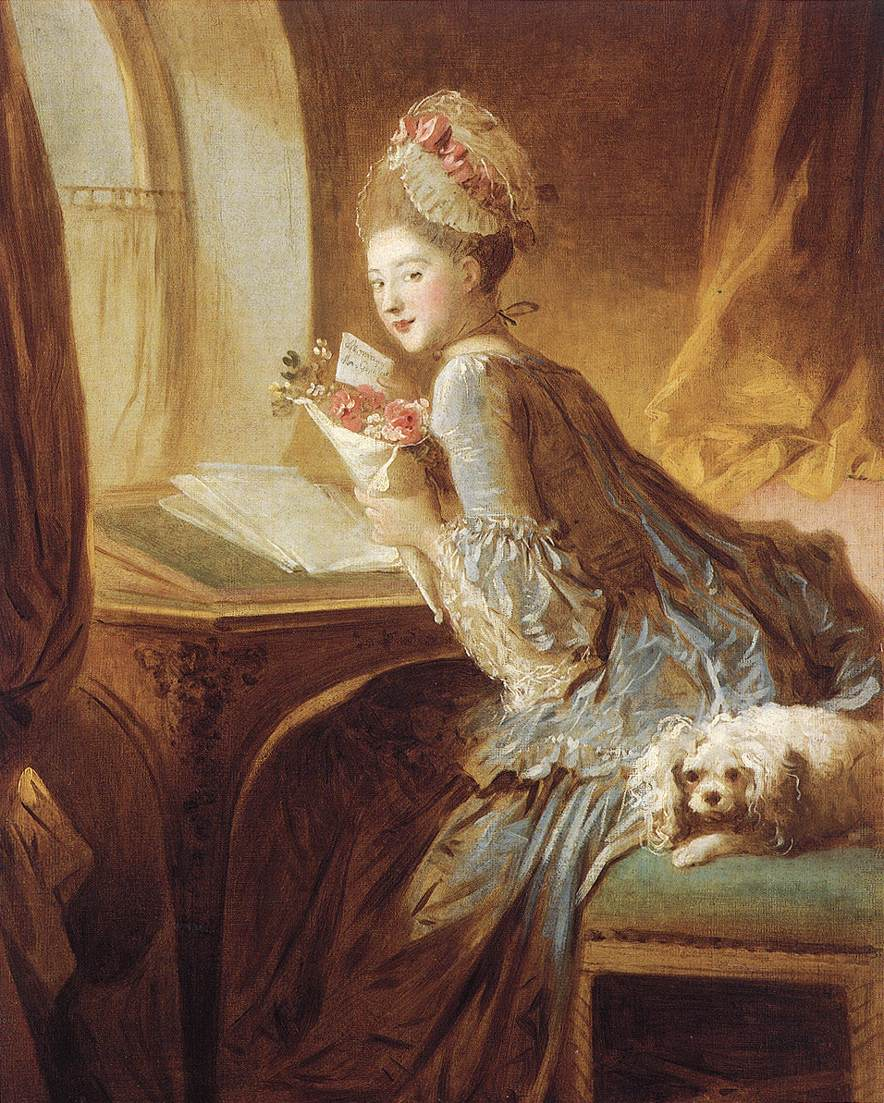
La lettre d'amour, geschilderd door Jean-Honoré Fragonard

Een liefdesbrief (ook minnebrief) is een brief die gestuurd wordt aan een geliefde. De brief gaat vooral over de liefde die de schrijver voelt, ook al wist de geadresseerde tot dat moment nog niet van de gevoelens. In het laatste geval spreekt men wel van een geheime liefde. Het versturen van dergelijke brieven zonder afzender gebeurt nog al eens op 14 februari, Valentijnsdag.
De liefdesbrief kan rijmend zijn, maar dat hoeft niet. 